# Poquoson
Poquoson ist eine unabhängige Stadt in Virginia, USA. Das U.S. Census Bureau hat bei der Volkszählung 2020 eine Einwohnerzahl von 12.460 ermittelt.

## Geographie
Die Stadt liegt auf der Halbinsel Virginia Peninsula. Sie hat eine Fläche von 203,1 km², davon sind 40,2 km² Land und 162,9 km² (80,21 %) Wasser.